# Srí Lanka címere

Srí Lanka címere

Srí Lanka címere egy vörös színű, korong alakú pajzs, egy sárga oroszlánnal. A pajzsot egy lótuszvirág szirmán helyezték el. Körülötte rizsszálakból összeállított koszorú található. Alul a napot és a holdat ábrázolták, felül az élet kereke látható. Az egész jelképet kék színű keskeny szegély veszi körül. 